# 千歳インターチェンジ (北海道)
千歳インターチェンジ（ちとせインターチェンジ）は、北海道千歳市泉沢にある道央自動車道のインターチェンジ (IC) である。

## 歴史
- 1971年（昭和46年）12月4日：道央自動車道で最初の供用開始区間として北広島IC - 千歳IC間が開通。
- 2018年（平成30年）12月 : IC番号を「5」から「24」に変更[注 1]。

## 周辺
- 青葉公園
  - 千歳神社
- ちとせインターゴルフクラブ
- 北海道まるごと市場
- 千歳道産市場
- 北海道千歳高等支援学校
- 航空自衛隊千歳基地
  - 第一管区海上保安本部千歳航空基地
- 新千歳空港
- 千歳市工業団地[4]
  - 千歳臨空工業団地
  - 千歳サイエンスパーク
  - 千歳流通業務団地
  - 千歳オフィス・アルカディア
  - 千歳美々ワールド

## 接続する道路
- 直接接続
  - 北海道道77号千歳インター線
- 間接接続
  - 国道36号

## 料金所
- ブース数：8

### 入口
- ブース数：3
  - ETC専用：1
  - ETC・一般：1
  - 一般：1

### 出口
- ブース数：5
  - ETC専用：2
  - 一般：3

## 隣
E5 道央自動車道
(23)新千歳空港IC - (24)千歳IC - (25)千歳恵庭JCT - (26)恵庭IC